# Пири Мехмед-паша
Пири́ Мехме́д-паша́ (тур. Pîrî Mehmed Paşa; ум. 1533, Силиври) — великий визирь Османской империи с 1518 по 1523 год.

## Биография
Пири Мехмед родился в семье мюдерриса аксарайского медресе Зинджирие и предположительно приходился правнуком известному улему Ахмеду Челеби. По матери Пири Мехмед являлся потомком Мевляны Хазаматюддина. Точных данных о месте рождения нет, но историки предполагают, что родился он в Амасье или Аксарае. Обучался в медресе в Амасье. Позже был нанят писарем и стал подниматься по карьерной лестнице. Пири-паша последовательно был назначен судьёй в Софию, Силиври, Серез и Галату. Позже был назначен попечителем имарета Мехмеда Фатиха в Стамбуле. В 1508 году Баязид II назначил Пири Мехмеда казначеем Анатолии.
Пири-паша принял участие в Чалдыранской битве. Здесь он был замечен султаном Селимом Явузом. Сразу после победы над персами великий визирь Дукакиноглу Ахмед-паша был обвинён в предательстве и казнён. Кроме того, был снят с поста третий визирь Мустафа-паша. Пири-паша занял его должность. В 1516 году в пятый и последний раз был снят с должности Херсекли Ахмед-паша; его место занял Хадым Синан-паша, а Пири Мехмед назначен вторым визирем.
В 1517 году Мехмед возглавил экспедицию в Египет, целью которой была переправка оружия и ценностей из Александрии в Стамбул. Экспедиция оказалась весьма успешной, и Пири Мехмед, находившийся тогда в Дамаске, заменил на посту великого визиря Юнуса-пашу.
После смерти султана Селима Пири Мехмед-паша оставался в должности великого визиря ещё три года. В 1523 году Сулейман Кануни отправил Пири-пашу на пенсию. Незадолго до этого Пири Мехмед участвовал в двух важных событиях: завоевание Белграда и завоевание Родоса. Кроме того, Пири-паша настоял на развитии морского флота. Поводом для отставки послужил возраст Пири Мехмеда. На своё место он рекомендовал второго визиря Ахмеда-пашу. Но Сулейман решил иначе, и пост великого визиря занял Паргалы Ибрагим-паша.
Пири Мехмед-паша поселился в Силиври, где и скончался в 1533 году. Похоронен в комплексе, построенном на собственные средства.

## Наследие
Пири Мехмед, как и многие политики того времени, занимался благотворительностью. По всему Стамбулу он строил мечети, учебные и благотворительные заведения. В Силиври находится комплекс Пири Мехмеда, в который входят мечеть, медресе, имарет, мектеб, тюрбе. Здесь же находится и его могила. Кроме того, он занимался строительством в разных частях империи: имарет в Белграде; мечеть, имарет и текке в Конье; мектеб в Аксарае; завие в Гюлеке. В Анатолии и Румелии он финансировал благотворительные организации и создал несколько вакфов.

## Киновоплощения
- В турецком телесериале «Великолепный век» роль Мехмеда-паши исполняет Ариф Эркин Гюзельбейоглу.
- В турецком телесериале «Хюррем Султан» (2003) роль Мехмеда-паши исполняет Айберк Аттила.